# 小行星5820
小行星5820（5820 Babelsberg）是一颗绕太阳运转的小行星，为主小行星带小行星。该小行星于1989年10月23日发现。

## 轨道参数
小行星5820的轨道半长轴为2.4549277 UA，离心率为0.111。